# Frédéric Bessy
Frédéric Bessy (født 9. januar 1972) er en tidligere fransk professionel cykelrytter, som har cyklet for det professionelle cykelhold Cofidis.